# Droga wojewódzka 476
Die Droga wojewódzka 476 (DW476) ist eine 16 Kilometer lange Droga wojewódzka (Woiwodschaftsstraße) in der polnischen Woiwodschaft Łódź. Die Strecke liegt im Powiat Bełchatowski und folgt dem ehemaligen Verlauf der Landesstraße DK74.
Sie zweigt heute in Nowy Świat von der Landesstraße DK74 (ehemalige DK8) ab und führt in nordöstlicher Richtung durch die Kreisstadt Bełchatów (deutsch Belchatow). Hinter dieser erreicht sie vor Kanada wieder die Landesstraße DK74, die Bełchatów als Umgehungsstraße nördlich umfahren hat sowie die DW485 nach Pabianice (Pabianitz).

## Streckenverlauf
Woiwodschaft Łódź, Powiat Bełchatowski
-  Nowy Świat (Landesstraße DK74)
-  Bełchatów (DW484)
-  Kanada (Landesstraße DK74, DW485)